# Hospital Florianópolis
O Hospital Florianópolis (HF) é um hospital público localizado no bairro Estreito, em Florianópolis. É o único hospital na parte continental da cidade.

## Histórico
Inicialmente o chamado Hospital e Maternidade Sagrada Família foi idealizado, construído e administrado pelo Padre Quinto Baldessar e pelas Irmãs Salvatorianas da Paróquia de Fátima. 
Foi inaugurado em 16 de junho de 1969, sendo por quatro anos um hospital particular, e em 1974, foi adquirido pelo INPS, quando passou por uma grande reforma e mudou para o nome atual, em 1979. Até 1990, foi o único hospital catarinense pertencente a Previdência Social, quando foi feito um acordo com o Governo de Santa Catarina, que passou a administra-lo.
Em 2009 foi feita uma grande reforma no hospital, a maior já feita. Desde então o HF passou a ser gerido pela organização social Associação Paulista para o Desenvolvimento da Medicina (SPDM), porém segue sendo público e atendendo apenas pelo Sistema Único de Saúde. O governo estadual segue financiando o HF, e problemas nos repasses para a SPDM geraram problemas como suspensão de atendimentos e falta de pagamento de salários.
Devido aos diversos problemas da administração, a Secretaria de Saúde rompeu o contrato com a SPDM em fevereiro de 2018. O Instituto Ideas assumiu a gestão do hospital temporariamente. Ainda em 2018, um novo edital foi feito e o Instituto Maria Schmitt (IMAS) assumiu a gestão em outubro.

## Estrutura
Desde a última reforma o Hospital Florianópolis conta com 50 leitos de internação, 10 leitos de UTI, centro cirúrgico com três salas, além de quatro leitos de recuperação pós-anestésica e leitos de observação adultos e infantis. A meta era atender 5 mil pessoas por mês, mas ela acabou superada com o HF atendendo cerca de 8 mil alguns meses depois da reforma ser concluída. O HF é referência estadual em ortopedia.
Porém, a crise nos repasses financeiros fez com que algumas especialidades fechassem, e apenas quatro dos dez leitos de UTI seguem funcionando, como também as cirurgias eletivas e o atendimento de emergência foram temporariamente suspensos na metade de 2017. As atividades normais foram retomadas gradativamente a partir de 2018.